# カードキャプターさくら
『カードキャプターさくら』（CARDCAPTOR SAKURA）は、CLAMP作の日本の漫画。CCさくら、CCSとも略される。講談社の少女漫画雑誌『なかよし』にて1996年6月号から2000年8月号まで連載された。単行本は全12巻あり、全50話で構成され、第6巻収録の26話までが「クロウカード編」、第7巻収録の27話以降が「さくらカード編」となる。2022年4月時点で関連書籍の累計発行部数は1900万部を突破し、関連グッズの売上は約300億円を記録している。
2001年に第32回星雲賞コミック部門を受賞した。アニメ化、ゲーム化などのメディアミックス展開もされた。
2016年3月3日発売のなかよし4月号において、連載開始20周年記念プロジェクトの一環として連載終了後初となる新作掲載が発表された。同誌2016年7月号（6月3日発売）から2024年1月号（12月1日発売）まで「クリアカード編」が連載された。2022年10月に全14巻予定となることが発表されたが、のちに全15巻と訂正され、最終的には2024年4月に16巻が発売され、全16巻での完結となった。

## あらすじ

### クロウカード編
木之本桜（以下、「さくら」）は、友枝小学校に通う小学4年生。父・藤隆と兄・桃矢と3人暮らしで、兄の親友・雪兎に憧れている。ある日、藤隆の書庫で不思議な本を発見する。すると、その本から封印の獣ケルベロス（ケロちゃん）が現れた。その本は、魔術師クロウ・リードが作った魔法のカード「クロウカード」が入っていた。全てのカードがさくらの住む町にばらまかれてしまい、封印が解かれるとこの世に「災い」が訪れるというクロウカードを回収するため、さくらはケルベロスによって「カードキャプター」にされ、ケルベロスや親友・大道寺知世、クロウの血縁の少年・李小狼（リ・シャオラン）と共に、クロウカードの起こした事件を解決しながら、カード集めに奮闘する。
そしてクロウ・カードが全て集まった時、ケルベロスに対するもう1人の守護者にして審判者「月」（ユエ）が現れる。それは雪兎の真の姿であった。さくらは正式なカードの主となるため、「最後の審判」に挑む。最後の審判とは、さくらが主に相応しいか否かを見極める試練で、内容は封印したクロウカードを使って月と対決して勝つというものだった。さくらが月に負ければ、「この世の災い」が起こるという。この世の災いとは、クロウカードとクロウカードに関わった者全てから一番大切な者の記憶が消えるというものだった。容赦のない月に対して、月を傷つけたくないさくらは逃げ回るだけでなかなか反撃できない。しかし、そんな中で観月歌帆は、さくらに月の鈴を渡す。実は、月の鈴はクロウ・リードが新しい主となるさくらを助けるために作ったものだったのだ。鈴の力で、封印の杖を星の杖に変えたさくらは、月を無傷のまま捕らえることに成功。月に勝ったさくらはクロウカードの新たな主として、認められた。

### さくらカード編
さくらがクロウカードの正式な主となってしばらくたったある日、転校生柊沢エリオルが現れる。それと前後して、奇妙な事件が起こるようになっていた。さくらは星の杖でクロウカードの使用を試みるがカードに呪文が通じない。そこで自分の魔力をクロウカードに注ぎ、さくらカードに変えることで呪文を扱えるようにし、事件を解決していく。
さくらカードに変える過程でさくらは魔力を消耗し、月はさくらから魔力を補給できず、消滅する危機に迫られる。桃矢は月の仮の姿でもある雪兎を守るため、自分の魔力を月に譲渡することを選ぶ。その際さくらは自分の「好き」という気持ちを雪兎に告白するが、「さくらの一番好きな人は別にいる」と告げられる。その後エリオルによって全ての者が永遠の眠りにつく呪いを掛けられるが、さくらは小狼と力を合わせ最後のクロウカード「光」と「闇」をさくらカードに変え、呪いを破ることができた。
事件の首謀者であるエリオルはクロウ・リードの生まれ変わりであり、従者のスピネル・サン（スッピー）や秋月奈久留（あきづき なくる） / ルビー・ムーンと共に暗躍していた。闇の力で作られたクロウカードはさくら自身が持つ星の力では維持できず、やがて魔力を失いただのカードになってしまう。事件を通じ星の力を持つ新たなカード「さくらカード」に変化させ、さくらを真の「持ち主」にするためだった。
さらにエリオルには、クロウ・リードとして死した際に魂を分け合ったもう一人の生まれ変わり、藤隆へエリオルがクロウから引き継いだ魔力を分け与えるという目的があった。それは自分より魔力の強い人物が行わなければならず、さくらカードを生み出す過程や事件も、さくらの星の力を育て、2つの目的を果たすために必要なことだった。
事件がすべて解決し、目的と真実を伝えたエリオルはイギリスへ帰ることとなり、小狼は故郷の香港に戻る前にさくらへ秘めていた思いを告白する。さくらは自作のテディベアを帰国直前の小狼に渡し、「一番好きな人」であることを伝えた。

### クリアカード編
友枝中学校に進学したさくらは初登校の途中で知世と友枝町に戻ってきた小狼に再会。小狼が同じ中学校に編入することを知る。小狼や小学校時代の同級生と一緒に過ごす中学校での新しい生活に期待しつつ眠ったその日の夜、透明なカードがバラバラに砕け、フードをかぶった謎の人物と対峙するという奇妙な夢を視る。さくらは目を覚ますと手に夢に出てきた新たな鍵を握りしめており、さくらカードは透明なカードに変化して魔力を失っていた。
さくらがクロウカードの関係者に相談して回る中、小狼だけはイギリスにいるエリオルと連絡を取り合い、何かを決意する。
再び魔法のような不思議な現象に遭遇するが、さくらは夢の中で手にした鍵を封印解除（レリーズ）して現象を「固着（セキュア）」することにより新たなカード「クリアカード」を手にする。
その後、転校生として詩之本秋穂が友枝中学校に編入し、さくらたちと友達になる。秋穂はさくらたちに執事のユナ・D・海渡を紹介したが、小狼から海渡の存在を聞かされたエリオルは彼の正体に疑念を抱く。
クリアカードの固着を進める中で、クリアカードはさくら自身の強力な魔力により無意識に生み出されたこと、魔力増大を抑えるために小狼がさくらカードをさくらから離したこと、海渡はイギリスの魔法協会に所属する最強の魔術師だったが「禁忌の魔法具」を持ち去ったことで1年前に協会を破門になったことなどが判明する。その「禁忌の魔法具」の正体は秋穂であり、秋穂が連れているウサギのぬいぐるみのモモも実際にはぬいぐるみではなく、秋穂の持つ「時の本」の守護者であった。
海渡は自身のある目的の達成に必要なクリアカードをさくらに創らせるために暗躍していたのだった。

## 登場人物
木之本 桜（きのもと さくら）
声 - 丹下桜
主人公。私立友枝小学校に通う小学4年生。アニメ版では36話以降小学5年生。劇場版第2作目では小学6年生。クリアカード編では中学1年生。
ケルベロス
声 - 久川綾（仮の姿） / 小野坂昌也（真の姿）
クロウカードの2人の守護者のうちの1人で「封印の獣」であり「選定者」。通称・ケロちゃん。
大道寺 知世（だいどうじ ともよ）
声 - 岩男潤子
さくらの同級生で一番の親友。実は又従姉妹。さくらのバトルコスチュームを作っている。
李 小狼（リ・シャオラン）
声 - くまいもとこ
さくらの同級生。香港からの転校生。クロウ・リードの遠戚に当たる李家出身で次期李家当主。強い魔力を持つ。
李 苺鈴（リ・メイリン）
声 - ゆかな（旧名・野上ゆかな）
アニメにのみ登場。さくらの同級生。香港からの転校生。クロウ・リードの遠戚に当たる李家出身だが、魔力を持っていない。中国拳法の達人。小狼の従妹。

## 作中用語
カードキャプター
「カードを捕獲する者」の意。作中では転じて、カードの魔力を引き出し、使役できる者を指す。
封印解除（レリーズ）
さくらが封印の杖・星の杖・夢の杖を使う際に唱える呪文。「闇（あるいは星・夢）の力を秘めし鍵よ 真の姿を我の前に示せ 契約のもと、さくらが命じる　封印解除（レリーズ）」という呪文に続けて唱えることで、鍵が本来の姿である杖に変化する。
英語のreleaseに由来する。releaseは「（監禁、拘束、義務などから）自由にする」の意。
封印の杖（ふういんのつえ）
クロウカードを封印・解除するアイテム。普段はクロウカードをしまう本の鍵の形をしており、さくらは紐を通して持ち歩く。鍵を杖にして「汝のあるべき姿に戻れ、クロウカード！」と唱え、杖の先端にある赤い部分で空中を打つことで実体化しているクロウカードを封印する。カードの魔力を引き出す際は、カードの名を呼びながら、宙に放り上げたカードを赤い部分で打つ。
星の杖（ほしのつえ）
最後の審判の際にさくら自身の属性「星の力」を宿した、新たな封印の杖。普段は鍵の形をしているが、持ち手の部分のデザインが異なっている。カードの魔力を引き出す際は飾りの羽根が大きく広がり、中央部の星が回転する。「光」と「闇」のカードを作りかえる際は、ケルベロス・ユエを取り込んだためデザインが変化し、さくらの身長より長いものになった。カードを作りかえる際のプロセスは前述のカードの魔力を引き出す際と同じだが、唱える呪文は「クロウの作りしカードよ 古き姿を捨て生まれ変われ 新たな主 さくらの名のもとに」である。クロウカードが全て封印されていたために機会は無かったが封印の力は残っており、劇場版第2作では最後のクロウカードにその力を使っている。
夢の杖（ゆめのつえ）
クリアカード編でさくらが不思議な夢を見た後に新たに手に入れた杖。封印解除（レリーズ）により鍵の形状から本来の姿になり、「主無きものよ 夢の杖のもと 我の力になれ 固着（セキュア）」の呪文でクリアカードを生成することができる。
「固着（セキュア）」は英語のsecureに由来し、他動詞として「確保する」「固定する」「保護する」などの意味がある。
封印の獣（ケルベロス）
カードの守護者にして選定者であるケルベロスを指す。クロウカードを収める本の表紙に描かれている。カードの封印が解けて以降は、「ケロちゃん」として実体化しているため表紙にイラストはない。
クロウカード
魔術師クロウ・リードが、自身の持つ「闇の力」の魔力を用いて生み出したカード。カードの裏面はクロウが使っていた魔法陣が記されている。地色は赤に黄色の縁。
クロウカードの本
さくらが藤隆の書庫の中で見つけた。ケルベロスによると、長い間関西にあったらしい。本の表紙には月と太陽が描かれている。クロウカードがすべてさくらカードになった際（アニメでは第3期の第1話〈通算47話〉）、赤い装丁だった本のデザインがピンクに変化、題字が「THE CLOW」から「SAKURA」に変化している。
さくらカード
魔力を失いつつあるクロウカードを新たな主であるさくらが自身の魔力で作り変えたもの。属性が「闇」から「星」に変化し、カードの図柄の一部に星が加えられている他、地色が薄ピンクに濃いピンクの縁になった。裏の魔法陣もさくら独自のものに変化している。命名は知世。
クリアカード編では全てが透明になってしまい、使用不可能となっている。
クリアカード
クリアカード編でさくらが新たに集めるカード。作中で起こる現象を固着（セキュア）することで生成される。透明化したさくらカードとは別のものである。全体的に透明であるが、一方から見るともう一方の絵柄は透けて見えない。カード自体に魔力は無く、夢の杖を使うことでその力を使用できる。さくらが知らず知らずのうちに、無意識に自身の強すぎる魔力で創り出したカードである。
月の鈴（つきのすず）
クロウ・リードが月峰神社に遺した三日月状の鈴。表面には「月」の文字が描かれ、五行思想に基づく5色の紐が下がっているのが特徴。「月の力」を宿している。「迷」のカードが月峰神社で事件を起こした際や、最後の審判の際に歌帆が持ち出し、さくらを助けている。
最後の審判（さいごのしんぱん）
カードの正当な主として認められるための最終試練。審判者は、もう1人のカードの守護者であるユエ。内容は封印したクロウカードをすべて使ってユエと対決し勝つこと。
ケルベロスによる候補者がユエに負けて試練を達成できなかった場合、クロウカードの封印が再び解かれ、クロウカードや候補者に関わった全ての人たちから「好き」という感情が失われてしまうが、これがカードの封印が解かれた際に起こる「災い」である。審判中は誰も手出しできず（アニメ版では見えない壁に阻まれる場面がある）、誰かが助けた時点で候補者の負けと見なされる（小狼がさくらを助けようとしたが、ケルベロスに止められている）。
アニメ版では、カードを所持する者であれば候補者以外でも試練は可能だが、最終的には試練を達成した者が全てのカードを所有することになる。
友枝町（ともえだちょう）
本作の舞台。閑静な住宅街だが、クロウカードが撒かれて以来奇妙な事件が相次ぐ町になった。
友枝小学校（ともえだしょうがっこう）
さくらと友達が通っていた私立の小学校。制服や食堂が存在し、また教科によって先生が異なるなど、中学校や高等学校のような教育システムとなっている。
星條高等学校（せいじょうこうとうがっこう）
桃矢と雪兎が通っていた私立の高等学校。友枝小学校に隣接し、互いのグラウンドは金網のフェンスで区切っている。
友枝中央公園（ともえだちゅうおうこうえん）
友枝町内にある公園。その中にあるペンギンの滑り台、通称「ペンギン大王」が名物である。また、ペンギン公園とも呼ばれる。クロウカードによる事件で作中度々登場する。
月峰神社（つきみねじんじゃ）
友枝町内にある神社。歌帆の実家でもある。月の魔力が満ちている。
桜の木
月峰神社の御神木。アニメ版では「戻」のカードが宿っており、この木自体も魔力を宿していた。桃矢と歌帆が出会い、そして別れた場所。
時計の国のアリス
クリアカード編に登場する秋穂の愛読書。「アリス」という少女の「時計の国」での冒険を描くファンタジックな物語とされる。表紙も時計を模したデザイン。
その正体は「時の本」であり、モモが守護者を務めている。

## 備考
- アニメ雑誌『アニメディア』（学研パブリッシング）では、毎年7月号（創刊記念号）にて、読者アンケートを基にした歴代作品の人気ランキングを発表しているが、本作は2013年度にて7位入賞を果たした。その際「リメイクなどはあるのか?」というアニメディア側の質問に対し、プロデューサーの近藤栄三は、「実現できるのなら新しい本作を作りたい」という主旨の発言をしている[8]。
- 2011年3月11日に発生した東北地方太平洋沖地震（東日本大震災）の影響を受け、作者のCLAMPは被災地の応援のため本作の主人公である木之本桜を採用したイラストを手がけ、アリカの副社長である三原一郎によってニコニコ動画へ投稿された。動画内では第3期オープニングテーマ「プラチナ」の一部分が使われ、最後に丹下により新たに吹き込まれた「絶対大丈夫だよ！」のセリフが入る[9]。

## 書誌情報
全て作者はCLAMP、発行元は講談社。

### 漫画
- 『カードキャプターさくら』〈KCデラックス〉、全12巻
  1. 1996年11月20日発売[10]、ISBN 4-06-319743-3
  2. 1997年4月1日発売[11]、ISBN 4-06-319791-3
  3. 1997年8月1日発売[12]、ISBN 4-06-319844-8
  4. 1997年12月1日発売[13]、ISBN 4-06-319881-2
  5. 1998年4月1日発売[14]、ISBN 4-06-319924-X
  6. 1998年7月6日発売[15]、ISBN 4-06-333954-8
  7. 1998年11月6日発売[16]、ISBN 4-06-333989-0
  8. 1999年3月5日発売[17]、ISBN 4-06-334049-X
  9. 1999年7月15日発売[18]、ISBN 4-06-334099-6
  10. 1999年12月1日発売[19]、ISBN 4-06-334259-X
  11. 2000年2月18日発売[20]、ISBN 4-06-334286-7
  12. 2000年7月26日発売[21]、ISBN 4-06-334326-X
- 『カードキャプターさくら［バイリンガル版］』〈講談社バイリンガル・コミックス〉、全6巻（未完）
  1. 2000年5月12日、ISBN 4-7700-2644-7
  2. 2000年8月10日、ISBN 4-7700-2645-5
  3. 2000年12月8日、ISBN 4-7700-2740-0
  4. 2001年3月9日、ISBN 4-7700-2744-3
  5. 2001年4月27日、ISBN 4-7700-2745-1
  6. 2001年7月13日、ISBN 4-7700-2882-2
- 『カードキャプターさくら 新装版』〈講談社コミックス〉、全12巻 
  1. 2004年3月5日発売[22]、ISBN 4-06-364556-8
  2. 2004年4月7日発売[23]、ISBN 4-06-364560-6
  3. 2004年4月29日発売[24]、ISBN 4-06-364567-3
  4. 2004年6月4日発売[25]、ISBN 4-06-364575-4
  5. 2004年7月7日発売[26]、ISBN 4-06-364583-5
  6. 2004年8月6日発売[27]、ISBN 4-06-364589-4
  7. 2004年9月3日発売[28]、ISBN 4-06-364598-3
  8. 2004年10月6日発売[29]、ISBN 4-06-364601-7
  9. 2004年11月4日発売[30]、ISBN 4-06-364604-1
  10. 2004年12月5日発売[31]、ISBN 4-06-364612-2
  11. 2004年12月29日発売[32]、ISBN 4-06-364616-5
  12. 2005年2月4日発売[33]、ISBN 4-06-364625-4
- 『なかよし60周年記念版 カードキャプターさくら』〈KCデラックス / プレミアムKC（特装版）〉、全9巻
  1. 2015年3月27日発売[34]、ISBN 978-4-06-377154-1
  2. 2015年3月27日発売[35]、ISBN 978-4-06-377155-8
  3. 2015年4月24日発売[36]、ISBN 978-4-06-377183-1
  4. 2015年4月24日発売[37]、ISBN 978-4-06-377184-8
  5. 2015年5月29日発売[38]、ISBN 978-4-06-377196-1
  6. 2015年5月29日発売[39]、ISBN 978-4-06-377197-8
  7. 2015年6月26日発売[40]、ISBN 978-4-06-377212-8
  8. 2015年7月31日発売[41]、ISBN 978-4-06-377227-2
  9. 2015年8月28日発売[42]、ISBN 978-4-06-377302-6 / ISBN 978-4-06-362307-9（特装版）
- 『カードキャプターさくら クリアカード編』〈KCデラックス / 講談社キャラクターズ（特装版）〉、全16巻
  1. 2016年12月2日発売[43][44]、ISBN 978-4-06-393099-3 / ISBN 978-4-06-358844-6（特装版）
  2. 2017年4月1日発売[45][46]、ISBN 978-4-06-393171-6 / ISBN 978-4-06-358849-1（特装版）
  3. 2017年9月13日発売[47][48]、ISBN 978-4-06-393266-9 / ISBN 978-4-06-397038-8（特装版）
  4. 2018年3月30日発売[49]、ISBN 978-4-06-511307-3 / ISBN 978-4-06-511308-0（特装版）
  5. 2018年9月3日発売[50][51]、ISBN 978-4-06-513039-1 / ISBN 978-4-06-512848-0（特装版）
  6. 2019年4月3日発売[52][53]、ISBN 978-4-06-514999-7 / ISBN 978-4-06-515000-9（特装版）
  7. 2019年9月3日発売[54][55]、ISBN 978-4-06-517074-8 / ISBN 978-4-06-517075-5（特装版）
  8. 2020年4月1日発売[56][57]、ISBN 978-4-06-517913-0 / ISBN 978-4-06-517421-0（特装版）
  9. 2020年10月13日発売[58][59]、ISBN 978-4-06-521033-8 / ISBN 978-4-06-521142-7（特装版）
  10. 2021年4月1日発売[60][61]、ISBN 978-4-06-522870-8 / ISBN 978-4-06-522869-2（特装版）
  11. 2021年10月13日発売[62][63]、ISBN 978-4-06-524903-1 / ISBN 978-4-06-524862-1（特装版）
  12. 2022年4月1日発売[64][65]、ISBN 978-4-06-527161-2 / ISBN 978-4-06-524862-1（特装版）
  13. 2022年10月13日発売[66][67]、ISBN 978-4-06-529235-8 / ISBN 978-4-06-529243-3（特装版）
  14. 2023年3月31日発売[68][69]、ISBN 978-4-06-531188-2 / ISBN 978-4-06-531408-1（特装版）
  15. 2023年11月13日発売[70][71]、ISBN 978-4-06-533132-3 / ISBN 978-4-06-532203-1（特装版）
  16. 2024年4月1日発売[72][73]、ISBN 978-4-06-534999-1 / ISBN 978-4-06-534855-0（特装版）

### 小説
- アニメノベライズ『小説 アニメ カードキャプターさくら』
  - 「クロウカード編 上」2018年1月31日発売[74]、ISBN 978-4-06-199659-5
  - 「クロウカード編 下」2018年1月31日発売[75]、ISBN 978-4-06-199660-1
  - 「さくらカード編 上」2018年2月21日発売[76]、ISBN 978-4-06-199666-3
  - 「さくらカード編 下」2018年2月21日発売[77]、ISBN 978-4-06-199667-0
  - 「クリアカード編 1」2018年3月29日発売[78]、ISBN 978-4-06-199669-4
  - 「クリアカード編 2」2018年5月31日発売[79]、ISBN 978-4-06-199673-1
  - 「クリアカード編 3」2018年7月26日発売[80]、ISBN 978-4-06-512055-2
  - 「クリアカード編 4」2018年9月12日発売[81]、ISBN 978-4-06-512806-0

### イラスト集
- CLAMPイラスト
  - 『カードキャプターさくら イラスト集』1998年7月28日発行、ISBN 4-06-324525-X
  - 『カードキャプターさくら イラスト集2』2000年4月26日発行、ISBN 4-06-324531-4
  - 『カードキャプターさくら イラスト集3』2000年12月26日発行、ISBN 4-06-324534-9
  - 『カードキャプターさくら メモリアルブック』2001年2月27日発行、ISBN 4-06-324535-7
  - 『カードキャプターさくら 連載開始20周年記念 イラスト集』2016年3月22日発行、ISBN 978-4-06-364983-3
- アニメ版イラスト
  - 『テレビアニメーション カードキャプターさくら イラストコレクション チェリオ！』1999年4月12日発行、ISBN 4-06-324526-8
  - 『アニメーション カードキャプターさくら イラストコレクション チェリオ！2』2000年4月21日発行、ISBN 4-06-324529-2
  - 『アニメーション カードキャプターさくら イラストコレクション チェリオ！3』2000年8月31日発行、ISBN 4-06-324530-6
  - 『テレビアニメーション カードキャプターさくら アーカイブス』2022年8月5日発行、ISBN 978-4-902948-46-2

### ガイドブックなど
- アニメ版ガイドブック
  - 『テレビアニメーション カードキャプターさくら コンプリートブック クロウカード編』1999年7月30日発行、ISBN 4-06-324527-6
  - 『テレビアニメーション カードキャプターさくら コンプリートブック2 さくらカード編』2000年6月29日発行、ISBN 4-06-324532-2
  - 『劇場版 カードキャプターさくら コンプリートブック』1999年10月29日発行、ISBN 4-06-324528-4
  - 『劇場版 カードキャプターさくら 封印されたカード コンプリートブック』2000年10月27日発行、ISBN 4-06-324533-0
  - 『カードキャプターさくら クリアカード編 アニメスターターブック』2018年3月30日発売、ISBN 978-4-06-511482-7
- アニメブックス『カードキャプターさくら』全10巻
  1. 1998年8月13日発行、ISBN 4-06-324651-5
  2. 1998年10月24日発行、ISBN 4-06-324652-3
  3. 1999年1月16日発行、ISBN 4-06-324653-1
  4. 1999年4月16日発行、ISBN 4-06-324654-X
  5. 1999年8月12日発行、ISBN 4-06-324655-8
  6. 1999年12月2日発行、ISBN 4-06-324656-6
  7. 2000年2月25日発行、ISBN 4-06-324657-4
  8. 2000年3月8日発行、ISBN 4-06-324658-2
  9. 2000年9月5日発行、ISBN 4-06-324659-0
  10. 2000年11月15日発行、ISBN 4-06-324660-4
- アニメブックス『カードキャプターさくら さくらカード編』全3巻
  1. 2001年3月26日発行、ISBN 4-06-324661-2
  2. 2001年8月8日発行、ISBN 4-06-324663-9
  3. 2002年2月18日発行、ISBN 4-06-324664-7

## テレビアニメ
1998年4月から2000年3月にかけてクロウカード編とさくらカード編がアニメ化され、2018年1月からはクリアカード編のテレビアニメ版が放送されている。全作品マッドハウス制作で、日本放送協会(NHK)で放送。
脚本の大半を原作者であるCLAMPの大川七瀬が手掛けており、さくらカード編とクリアカード編においては全話担当している。
NHKによると、自社製作アニメとしては過去最高額にも及ぶ費用投資を伴った作品であったとしている。

### カードキャプターさくら クロウカード編 / さくらカード編
NHK衛星第2テレビ(BS2)『衛星アニメ劇場』内にて1998年度より放送を開始し、1999年度からは地上波放送のNHK教育テレビにおいても放送された。前枠を担い、同系の「なかよし」作品でもある『あずきちゃん』の後継番組として、クロウカード編2部とさくらカード編の計3部構成で、各部終了毎の中断期間を挟んで全70話を放送した。2006年には「日本のメディア芸術100選」のアニメーション部門で選出された。2004年から2006年にかけてNHK教育テレビジョンで再々放送が行われた際にも玩具や文具などの関連商品が再発売された。
アニメオリジナルの話が多く、また原作とは設定や話が若干異なる部分があるものの、基本的なストーリーの流れは原作にほぼ忠実である。
2000年3月21日の最終回は直前まで放送されていた大相撲春場所の中継が4分延長したため『衛星アニメ劇場』が同じ分だけ繰り下がり、番組をタイマー録画していた場合、最後の重要な場面の途中で録画が終了してしまい、本編放送後のトークコーナーも録画されない事態が発生し、この出来事は「武蔵丸の悲劇」（その日の結びの一番で敗れた力士）「スモウカード編」と呼ばれている。

#### スタッフ
- 原作 - CLAMP (講談社「なかよし」連載)
- シリーズ構成 - 大川七瀬
- プロット - 浦畑達彦
- キャラクターデザイン - 高橋久美子
- コスチュームデザイン・カードデザイン - もこな
- 美術監督 - 針生勝文
- 色彩設計 - 勝沼まどか、川上善美 → 角本百合子
- 撮影監督 - 白井久男
- 編集 - 尾形治敏
- タイトル - マキ・プロ
- ビデオ編集 - キュー・テック
- 現像 - 東京現像所
- 音響効果 - 倉橋静男 （サウンドボックス）
- 音響監督 - 三間雅文
- 音楽 - 根岸貴幸
- 音楽制作 - ビクターエンタテインメント
- プロデューサー - 近藤栄三
- 制作統括 - 内沢康子 → 岡本樹一郎、渡辺昭
- アニメーションプロデューサー - 小野達矢
- アニメーション制作 - マッドハウス
- 監督 - 浅香守生
- 制作著作 - NHK

#### 音楽

##### 主題歌
第1期（第1話 - 第35話）
オープニング「Catch You Catch Me」
作詞・作曲 - 広瀬香美 / 編曲 - 本間昭光、広瀬香美 / 歌 - グミ
エンディング「Groovy!」
作詞・作曲・歌 - 広瀬香美 / 編曲 - 本間昭光、広瀬香美

第2期（第36話 - 第46話）
オープニング「扉をあけて」
作詞 - きくこ / 作曲 - 広瀬香美 / 編曲 - 亀田誠治 / 歌 - ANZA
第46話（クロウカード編最終回）のエンディングとしても使用。
エンディング「Honey」
作詞・作曲・編曲・歌 - chihiro

第3期（第47話 - 第70話）
オープニング「プラチナ」
作詞 - 岩里祐穂 / 作曲・編曲 - 菅野よう子 / 歌 - 坂本真綾
第70話（さくらカード編最終回）のエンディングとしても使用。
エンディング「FRUITS CANDY」
作詞 - 横山武 / 作曲 - 上田晃司 / 編曲 - 保刈久明 / 歌 - こじまめぐみ

##### 挿入歌
「夜の歌」（第5、23、59話）
作詞 - 大川七瀬 / 作曲・編曲 - 根岸貴幸 / 歌 - 大道寺知世（岩男潤子）
初出は講談社CDコミック版EDテーマ。
「ヒトリジメ」（第34、40話）
作詞・作曲 - 日向めぐみ / 編曲 - 本間昭光 / 歌 - グミ
「友へ」（第37話）
作詞 - 松宮恭子 / 作曲・編曲 - 浜口史郎 / 歌 - 岩男潤子、友枝小学校コーラス部
「しあわせの魔法」（第37話）
作詞 - 大川七瀬 / 作曲・編曲 - 根岸貴幸 / 歌 - 木之本桜（丹下桜）
初出は講談社CDコミック版OPテーマ。
「やさしさの種子」（第37、49話）
作詞 - 松本花奈 / 作曲・編曲 - 浜口史郎 / 歌 - 岩男潤子、友枝小学校コーラス部
「プリズム」（第38話）
作詞 - 白峰美津子 / 作曲・編曲 - 多田彰文 / 歌 - 丹下桜
「気になるアイツ」（第57話）
作詞 - 白峰美津子 / 作曲・編曲 - 岸村正実 / 歌 - くまいもとこ
「見えない地図」（第68話）
作詞 - ANZA、有里泉美 / 作曲 - 有山聡 / 編曲 - 池頼広 / 歌 - ANZA

##### イメージソング
「蒼い記憶」
作詞・作曲 - chihiro / 編曲 - 岸村正実 / 歌 - 篠原恵美
「あなたといれば」
作詞 - 松宮恭子 / 作曲・編曲 - 岩崎文紀 / 歌 - 木之本桜（丹下桜）、大道寺知世（岩男潤子）
「いっしょにうたお」
作詞 - 大川七瀬 / 作曲・編曲 - 根岸貴幸 / 歌 - 久川綾
「君がいた景色」
作詞 - 貴三優大 / 作曲・編曲 - 根岸貴幸 / 歌 - 関智一
「くれゆくひととせ」
作詞 - 貴三優大 / 作曲・編曲 - 根岸貴幸 / 歌 - 友枝小学校コーラス部
「GET YOUR LOVE」
作詞 - 沢木真奈 / 作曲・編曲 - 根岸貴幸 / 歌 - 丹下桜、岩男潤子、野上ゆかな、川上とも子、本井えみ、松本美和
「こっちを向いて」
作詞・作曲 - chihiro / 編曲 - 岸村正実 / 歌 - 野上ゆかな
「自転車に乗って」
作詞 - 横山武 / 作曲・編曲 - 米光亮 / 歌 - 緒方恵美
「super duper love love days」
作詞 - 日向めぐみ / 作曲・編曲 - 本間昭光 / 歌 - グミ
「ずっとずっとずっと」
作詞 - 大川七瀬 / 作曲・編曲 - chihiro / 歌 - 丹下桜、久川綾
「西風の帰り道」
作詞・作曲・編曲 - chihiro / 歌 - 丹下桜
「ひとつだけ」
作詞 - 西直紀 / 作曲 - 楠瀬誠志郎 / 編曲 - 河野伸 / 歌 - 丹下桜
「picnic」
作詞・作曲 - 日向めぐみ / 編曲 - 本間昭光 / 歌 - グミ
「歓びのキャロル」
作詞 - 貴三優大 / 作曲・編曲 - 根岸貴幸 / 歌 - 岩男潤子、友枝小学校コーラス部
「私だけのムービー☆スター」
作詞・作曲 - 貴三優大 / 編曲 - 岸村正実 / 歌 - 岩男潤子

#### 各話リスト
原作項目の数字は巻数を、()内は話数を表し、記載のない欄はアニメオリジナル作品に該当する。基本的に原作内容に準拠し得るが、斜字体については、ストーリーの基軸は異なるが部分的描写の一致するものを示している。なお、サブタイトルのフォーマットはいずれも「さくらと○○…」あるいは「さくらの○○…」である。

##### 第1期（クロウカード編）
さくらたちは小学4年生の1学期 - 2学期。
| 話数   | 放送日(BS2)   | 放送日(教育テレビ) | サブタイトル                   | 脚本              | 絵コンテ       | 演出           | 作画監督        |
| ------ | ------------- | ------------------ | ------------------------------ | ----------------- | -------------- | -------------- | --------------- |
| 第1話  | 1998年 4月7日 | 1999年 4月10日     | さくらと不思議な魔法の本       | 大川七瀬          | 浅香守生       | 浅香守生       | 高橋久美子      |
| 第2話  | 4月14日       | 4月17日            | さくらのすてきなお友達         | 大川七瀬          | 小島正幸       | 中野頼道       | 郷敏治          |
| 第3話  | 4月21日       | 4月24日            | さくらのドキドキ初デート       | 大川七瀬          | 片渕須直       | 片渕須直       | 君塚勝教        |
| 第4話  | 4月28日       | 5月1日             | さくらのくたくた日曜日         | 金子二郎          | 中西伸彰       | 中西伸彰       | 北尾勝 嶋津郁雄 |
| 第5話  | 5月5日        | 5月8日             | さくらとパンダとかわいいお店   | 石井博士          | 神戸守         | 神戸守         | 古賀誠          |
| 第6話  | 5月12日       | 5月15日            | さくらとおかあさんの思い出     | 大川七瀬          | 坂田純一       | さかいあきお   | 郷敏治          |
| 第7話  | 5月26日       | 5月22日            | さくらの怪盗初挑戦!?           | 金子二郎          | 中西伸彰       | 水野和則       | 藤田まり子      |
| 第8話  | 6月2日        | 5月29日            | さくらのライバル、登場！       | 大川七瀬          | 片渕須直       | 片渕須直       | 桜井邦彦        |
| 第9話  | 6月9日        | 6月5日             | さくらとふしぎなブローチ       | 大川七瀬          | 神戸守         | 神戸守         | 古賀誠          |
| 第10話 | 6月16日       | 6月12日            | さくらと花の運動会             | 石井博士          | まついひとゆき | さかいあきお   | 郷敏治          |
| 第11話 | 6月23日       | 6月19日            | さくらと知世と大きなお家       | 大川七瀬          | 坂田純一       | 坂田純一       | 君塚勝教        |
| 第12話 | 6月30日       | 6月26日            | さくらの終わらない一日         | 金子二郎          | 神戸守         | 神戸守         | 古賀誠          |
| 第13話 | 7月7日        | 7月3日             | さくらとゾウの力くらべ         | 大川七瀬 石井博士 | 水野和則       | 水野和則       | 桜井邦彦        |
| 第14話 | 7月14日       | 7月10日            | さくらと桃矢とシンデレラ       | 大川七瀬          | さかいあきお   | 藪下昌二       | 郷敏治          |
| 第15話 | 7月21日       | 7月17日            | さくらとケロの大げんか         | 金子二郎          | 片渕須直       | 北尾勝         | 北尾勝          |
| 第16話 | 8月4日        | 7月24日            | さくらと思い出の虹             | 大川七瀬          | 神戸守         | 神戸守         | 古賀誠          |
| 第17話 | 8月11日       | 7月31日            | さくらのこわーいきもだめし     | 大川七瀬          | 寺東克己       | 安藤健         | 藤田まり子      |
| 第18話 | 8月18日       | 8月7日             | さくらと雪兎と夏祭り           | 大川七瀬          | 藪下昌二       | 藪下昌二       | 高橋久美子      |
| 第19話 | 9月1日        | 8月21日            | さくらと夏休みの宿題           | 金子二郎          | 神戸守         | 神戸守         | 古賀誠          |
| 第20話 | 9月8日        | 9月4日             | さくらとたたかう転校生         | 大川七瀬          | 坂田純一       | 坂田純一       | 桜井邦彦        |
| 第21話 | 9月15日       | 9月11日            | さくらのながーいマラソン大会   | 金子二郎          | 神戸守         | 神戸守         | 古賀誠          |
| 第22話 | 9月22日       | 9月18日            | さくらとやさしいお父さん       | 石井博士          | 佐藤雄三       | 水野和則       | 北尾勝          |
| 第23話 | 9月29日       | 9月25日            | さくらと知世とすてきな歌       | 大川七瀬          | 浅香守生       | まついひとゆき | 桜井邦彦        |
| 第24話 | 10月6日       | 10月2日            | さくらの小さな大冒険           | 大川七瀬 金子二郎 | 寺東克己       | 真野玲         | 藤田まり子      |
| 第25話 | 10月13日      | 10月9日            | さくらともう一人のさくら       | 小川智子          | 神戸守         | 神戸守         | 古賀誠          |
| 第26話 | 10月20日      | 10月16日           | さくらとすてきな先生           | 大久保智康        | 坂田純一       | 水野和則       | 君塚勝教        |
| 第27話 | 10月27日      | 10月23日           | さくらと思い出の神社           | 大川七瀬          | まついひとゆき | まついひとゆき | 北尾勝          |
| 第28話 | 11月3日       | 10月30日           | さくらとおまじないカード       | 小川智子          | 神戸守         | 神戸守         | 古賀誠          |
| 第29話 | 11月10日      | 11月6日            | さくらのあまーいクッキング     | 小川智子          | 寺東克己       | 真野玲         | 藤田まり子      |
| 第30話 | 11月17日      | 11月13日           | さくらとケガをしたカード       | 金子二郎          | 神戸守         | 神戸守         | 古賀誠          |
| 第31話 | 11月24日      | 11月20日           | さくらと名前のない本           | 大川七瀬          | 坂田純一       | 水野和則       | 桜井邦彦        |
| 第32話 | 12月1日       | 11月27日           | さくらとケロと小狼と           | 大久保智康        | まついひとゆき | まついひとゆき | 北尾勝          |
| 第33話 | 12月15日      | 12月4日            | さくらのさむーいアイススケート | 小川智子          | 神戸守         | 神戸守         | 古賀誠          |
| 第34話 | 12月22日      | 12月11日           | さくらと雪兎と昼の月           | 大川七瀬          | 平塚住雄       | 真野玲         | 藤田まり子      |
| 第35話 | 12月29日      | 12月18日           | さくらのすてきなクリスマス     | 大川七瀬          | 水野和則       | 水野和則       | 君塚勝教        |

##### 第2期（クロウカード編）
さくらたちは小学5年生の1学期。
| 話数   | 放送日(BS2)   | 放送日(教育テレビ) | サブタイトル               | 脚本       | 絵コンテ | 演出           | 作画監督          |
| ------ | ------------- | ------------------ | -------------------------- | ---------- | -------- | -------------- | ----------------- |
| 第36話 | 1999年 4月6日 | 2000年 4月9日      | さくらと雪の新学期         | 大川七瀬   | 坂田純一 | 真野玲         | 君塚勝教          |
| 第37話 | 4月13日       | 4月16日            | さくらと消えた知世の声     | 大川七瀬   | 神戸守   | 神戸守         | 古賀誠            |
| 第38話 | 4月20日       | 4月23日            | さくらの楽しいいちご狩り   | 大久保智康 | 寺東克己 | まついひとゆき | 藤田まり子        |
| 第39話 | 4月27日       | 4月30日            | さくらのふらふら熱曜日     | 大川七瀬   | 坂田純一 | 三家本泰美     | 武内啓            |
| 第40話 | 5月11日       | 5月7日             | さくらと夢の中のさくら     | 大川七瀬   | 高柳滋仁 | 高柳滋仁       | 長谷部敦志        |
| 第41話 | 5月18日       | 5月14日            | さくらと小狼と砂の海       | 大川七瀬   | 神戸守   | 神戸守         | 北尾勝            |
| 第42話 | 5月25日       | 5月21日            | さくらのまっくら学芸会     | 大川七瀬   | 坂田純一 | 真野玲         | 君塚勝教          |
| 第43話 | 6月1日        | 5月28日            | さくらのさよなら苺鈴       | 大川七瀬   | 西村聡   | 高瀬節夫       | 藤田まり子        |
| 第44話 | 6月8日        | 6月4日             | さくらとケロと不思議な先生 | 大川七瀬   | 神戸守   | 神戸守         | 北尾勝            |
| 第45話 | 6月15日       | 6月11日            | さくらと最後のクロウカード | 大川七瀬   | 冨永恒雄 | 山口頼房       | 君塚勝教 牛島勇二 |
| 第46話 | 6月22日       | 6月18日            | さくらと最後の審判         | 大川七瀬   | 高柳滋仁 | 高柳滋仁       | 長谷部敦志        |

##### 第3期 （さくらカード編）
さくらたちは小学5年生の2学期 - 3学期。
| 話数   | 放送日(BS2)   | 放送日(教育テレビ) | サブタイトル                   | 脚本     | 絵コンテ       | 演出             | 作画監督   |
| ------ | ------------- | ------------------ | ------------------------------ | -------- | -------------- | ---------------- | ---------- |
| 第47話 | 9月7日        | 6月25日            | さくらと不思議な転校生         | 大川七瀬 | 浅香守生       | 高柳滋仁         | 北尾勝     |
| 第48話 | 9月14日       | 7月2日             | さくらとめざめた星の鍵         | 大川七瀬 | まついひとゆき | 神戸守           | 君塚勝教   |
| 第49話 | 9月21日       | 7月9日             | さくらとキケンなピアノ         | 大川七瀬 | まついひとゆき | 三笠修           | 藤田まり子 |
| 第50話 | 9月28日       | 7月16日            | さくらと小狼とみえない糸       | 大川七瀬 | 寺東克己       | ながはまのりひこ | 岩井優器   |
| 第51話 | 10月5日       | 7月23日            | さくらと大きなぬいぐるみ       | 大川七瀬 | 坂田純一       | 水野和則         | 桜井邦彦   |
| 第52話 | 10月12日      | 7月30日            | さくらのひつじ注意報?!         | 大川七瀬 | まついひとゆき | 政木伸一         | 藤田まり子 |
| 第53話 | 10月19日      | 8月6日             | さくらとパニック自転車         | 大川七瀬 | 政木伸一       | 高瀬節夫         | 長谷部敦志 |
| 第54話 | 10月26日      | 8月20日            | さくらと思い出のカレンダー     | 大川七瀬 | 蛟イチロー     | 佐伯昭志         | 高村和宏   |
| 第55話 | 11月2日       | 8月27日            | さくらと不思議の国のさくら     | 大川七瀬 | 寺東克己       | ながはまのりひこ | 君塚勝教   |
| 第56話 | 11月9日       | 9月3日             | さくらとケロのお菓子な出会い?? | 大川七瀬 | 阿蒜晃志       | 山口頼房         | 北尾勝     |
| 第57話 | 11月16日      | 9月10日            | さくらと小狼とエレベーター     | 大川七瀬 | 高柳滋仁       | 高柳滋仁         | 濱田邦彦   |
| 第58話 | 11月30日      | 9月24日            | さくらと二人の大ピンチ         | 大川七瀬 | 寺東克己       | はしもとなおと   | 中原清隆   |
| 第59話 | 12月7日       | 10月1日            | さくらと知世とボールの罠       | 大川七瀬 | 坂田純一       | 田中洋之         | 藤田まり子 |
| 第60話 | 12月14日      | 10月8日            | さくらと大切なお友達           | 大川七瀬 | 水野和則       | 水野和則         | 長谷部敦志 |
| 第61話 | 12月21日      | 10月15日           | さくらとカードとプレゼント     | 大川七瀬 | 蛟イチロー     | 真野玲           | 竹田欣弘   |
| 第62話 | 2000年 1月4日 | 10月22日           | さくらと不思議なおみくじ       | 大川七瀬 | 山口頼房       | 山口頼房         | 君塚勝教   |
| 第63話 | 1月11日       | 11月5日            | さくらとプールと大きな波       | 大川七瀬 | 松尾衡         | はしもとなおと   | 中原清隆   |
| 第64話 | 1月18日       | 11月12日           | さくらと吹雪のスキー教室       | 大川七瀬 | 尾藤悠紀       | 高柳滋仁         | 春日井浩之 |
| 第65話 | 2月15日       | 11月19日           | さくらと雪兎と消えゆく力       | 大川七瀬 | 坂田純一       | 田中洋之         | 藤田まり子 |
| 第66話 | 2月22日       | 11月26日           | さくらの一番好きな人           | 大川七瀬 | 佐藤雄三       | 八谷賢一         | 阿部恒     |
| 第67話 | 2月29日       | 12月3日            | さくらと小狼と月峰神社         | 大川七瀬 | 北尾勝         | はしもとなおと   | 中原清隆   |
| 第68話 | 3月7日        | 12月10日           | さくらと過去とクロウ・リード   | 大川七瀬 | 高柳滋仁       | 高柳滋仁         | 濱田邦彦   |
| 第69話 | 3月14日       | 12月17日           | さくらと現れたクロウ・リード   | 大川七瀬 | 坂田純一       | 浅香守生         | 高橋久美子 |
| 第70話 | 3月21日       | 12月24日           | さくらと本当の想い             | 大川七瀬 | 浅香守生       | 田中洋之         | 藤田まり子 |

##### スペシャル番組
総集編や名場面集といった、通常の番組編成とは異なるスペシャル版。
| 回    | 放送日         | サブタイトル                                        |
| 第1期 | 第1期          | 第1期                                               |
| ----- | -------------- | --------------------------------------------------- |
| 1     | 1998年 7月28日 | みんな大好きさくらちゃん                            |
| 2     | 8月25日        | カードキャプターさくら 夏のイラスト大賞             |
| 第2期 |                |                                                     |
| 3     | 1999年 5月4日  | バトルコスチューム大賞 〜めざせ！知世ちゃん〜       |
| 4     | 6月29日        | クロウカード レリーズ完了！                         |
| 5     | 7月6日         | わいの出番や！ケロちゃん大研究                      |
| 6     | 7月13日        | さくらとたくさんの思い出 〜知世と桃矢と雪兎と小狼〜 |
| 第3期 |                |                                                     |
| 7     | 12月28日       | 友枝町へようこそ！                                  |
| 8     | 2000年 1月25日 | ケロちゃんにおまかせ！その1                         |
| 9     | 2月1日         | ケロちゃんにおまかせ！その2                         |
| 10    | 2月8日         | ケロちゃんにおまかせ！その3                         |

#### 放送局
テレビ放送は制作局であるNHKを軸とするが、CS放送においても再放送が行われている。
- 衛星第2テレビ (BS2)
  - 1998年4月7日 - 2000年3月21日 火曜 18:00 - 18:25『衛星アニメ劇場』枠
- 教育テレビ
  - 1999年4月10日 - 12月18日 土曜 18:30 - 18:55（第1期）
  - 1999年12月25日 - 2000年4月1日 土曜 18:30 - 18:55（傑作選 #1・3・6・8・11・16・18・20・22・24・26・35）
  - 2000年4月9日 - 12月24日 日曜 18:00 - 18:25（第2期・第3期）
  - 2001年1月7日 - 4月1日 日曜 18:00 - 18:25（傑作選 #47・48・50・51・57・60・65 - 70）
  - 2002年1月1日・1月2日 16:00 - / 16:50 - （総集編「カードキャプターさくらスペシャル クロウカード編 / さくらカード編」）
  - 2004年4月10日 - 2005年4月2日 土曜 18:30 - 18:55（第1期・第2期）
  - 2006年2月23日 - 2006年3月30日 木曜 19:30 - 19:55（#47 - #52）
  - 2006年4月6日 - 2006年8月3日 木曜 19:25 - 19:50（#53 - #70）
- NHK-BS ハイビジョン実用化試験放送
  - 1999年4月5日 - 1999年5月26日 月 - 金曜 8:30 - 8:55（第1期）
  - 2000年2月8日 - 2000年3月27日 月 - 金曜 8:30 - 8:55（第1期）
- NHK衛星ハイビジョン (BShi)-アナログ9ch・デジタル3ch
  - 2000年12月15日 - 2001年9月28日 金曜 10:35 - 11:00 / 15:30 - 15:55（第2期・第3期）
  - 2009年4月2日 - 2010年1月14日 木曜 19:00 - 19:25（第1期）
  - 2010年3月29日 - 2010年11月29日 月曜 18:00 - 18:25（第2期・第3期）
- BSプレミアム（字幕放送）
  - 2016年4月6日 - 2017年2月22日 水曜 18:30 - 18:55（第1期・第2期）
  - 2017年4月16日 - 2017年9月24日 日曜 7:30 - 7:55（第3期）
- Eテレ（字幕放送）
  - 2017年9月15日 - 2018年3月30日 金曜 19:25 - 19:50（第1期から第3期より29エピソードをセレクション放送）
- キッズステーション
  - 2009年12月18日[86] - 2010年4月8日 月 - 金曜 22:00 - 22:30 / 翌5:00 - 5:30
  - 2010年4月17日 - 2011年1月8日 土曜 18:00 - 18:30、18:30 - 18:57 / 日曜 15:30 - 16:00、16:00 - 16:30（2話放送[87]）
  - 2010年11月29日 - 2011年3月16日 月 - 金曜 16:30 - 17:00
  - 2011年5月25日 - 2011年7月6日 月 - 木曜 16:00 - 16:30（#1 - #30[88]）
  - 2011年7月7日 - 2011年8月31日 月 - 木曜 16:00 - 16:30、16:30 - 17:00（#31 - #70、2話放送[88]）
  - 2011年7月8日 - 2012年3月16日 金曜 20:00 - 20:30、20:30 - 21:00 / 翌5:00 - 5:30、5:30 - 6:00（2話放送[88]）
  - 2011年8月21日 - 2012年4月29日 日曜 19:00 - 19:52→19:00 - 20:00（2話放送）
  - 2012年2月6日 - 2012年5月11日 月 - 金曜 12:30 - 13:00
  - 2012年12月4日 - 2013年3月18日 月 - 金曜 12:00 - 12:30 / 22:27 - 22:54（→22:30 - 23:00）
  - 2014年6月24日 - 2014年10月2日 月 - 金曜 21:26 - 21:52 / 翌5:00 - 5:30
  - 2014年11月3日 - 2015年2月17日 月 - 金曜 13:00 - 13:30 / 21:00 - 21:26 / 翌1:30 - 2:00
  - 2015年6月8日 - 2015年9月11日 月 - 金曜 20:00 - 20:30 / 翌1:00 - 1:30
  - 2015年11月3日 - 2015年11月28日 火 - 土曜 4:00 - 5:55（4話放送）
  - 2021年2月26日 -   月 - 金曜 19:30 - 20:00 / 翌4:00 - 4:30

#### ケロちゃんにおまかせ！
本編が終わった後に放送されるコーナー。ケルベロスが司会を担当する。第1期に設けられた（35話除く）。
内容は身の回りの色々な物や知世が作ったさくらのコスチュームを解説する。
クリアカード編でも第2話から本編終了後に同様の内容で設けられているが、背景がテレビ番組の収録スタジオ風になり、スピネルがカンペを出すカットが挿入されている。また、第1話ではアバンタイトルで旧シリーズの概説として挿入された。

#### 映像ソフト化
本放送時に各メディアで随時リリースされた際には、バンダイビジュアル（以下「BV」）が販売を担当。その後にボックス仕様のディスクソフトがジェネオン エンタテインメント（以下「G」）→ジェネオン・ユニバーサル・エンターテイメント（以下「GU」）→NBCユニバーサル・エンターテイメントジャパン（以下「NBCU」からリリースされている（バンダイビジュアル以外の3企業は名称が変わっているが法人格を受け継いだ同一企業体。詳しい経緯は「NBCユニバーサル・エンターテイメントジャパン」の項を参照）。
2017年12月22日には販売元をワーナー・ブラザース ホームエンターテイメント（以下「ワーナーHE」）に変えたBD/DVD-BOXが発売。一部例外を除き、映像マスターが35mmオリジナルネガフィルムを4Kスキャンしリマスターしたものに変更された。音声特典としてメインキャストによる新録オーディオコメンタリーを副音声として特定の回で流せる（第1・46・47・70話）。
- VHS・LD・DVD『カードキャプターさくら』 全18巻（発売：BV）
- DVD『カードキャプターさくらDVD-BOX』1・2・3（発売：G）
  - 1は2005年4月に発売、2は同年6月に発売、3は同年7月に発売。
  - DVD『カードキャプターさくら SET』1・2・3（発売：GU）
    - 1は2011年1月に発売、2は同年2月に発売、3は同年4月に発売。
- BD『カードキャプターさくら -クロウカード編- Blu-ray BOX』『カードキャプターさくら -さくらカード編- Blu-ray BOX』（発売：G）
  - クロウカード編は2009年3月に初版発売、さくらカード編は同年6月に初版発売。
  - BD『カードキャプターさくら Blu-ray BOX』1・2・3（発売：GU）
    - 1にクロウカード編前半28話、2にクロウカード編後半28話、3にさくらカード編全23話を収録。2012年10月 - 12月発売。

  - BD『カードキャプターさくら Blu-ray BOX』（発売：NBCU）
    - 全70話を1ボックス・ロープライス化した版。2015年12月発売。
- BD/DVD『カードキャプターさくら Blu-ray BOX & DVD BOX』（発売：ワーナーHE）
  - 両メディアBOX共に全70話を1パッケージ化。4Kスキャン・リマスター版。2017年12月発売。

#### 特典アニメ
LD・VT・DVDの全巻購入特典として制作された短編アニメ。2005年に発売されたDVD-BOX 3に収録され、以降に発売されたBlu-ray BOXにも収録されている。
| 話数 | タイトル                                                                             | 脚本   | 絵コンテ 演出 | 作画       | 収録                                 |
| ---- | ------------------------------------------------------------------------------------ | ------ | ------------- | ---------- | ------------------------------------ |
| 1    | すてきですわ、さくらちゃん！ 知世のカードキャプターさくら 活躍ビデオ日記！           | 金子勉 | 荒木哲郎      | 古賀誠     | 1 - 9巻ビデオ・LD全巻購入特典        |
| 2    | すてきですわ、さくらちゃん！ 知世のカードキャプターさくら 活躍ビデオ日記スペシャル！ | 金子勉 | 荒木哲郎      | 長谷部敦志 | 1 - 9巻DVD全巻購入特典               |
| 3    | すてきですわ、さくらちゃん！ 知世のカードキャプターさくら 活躍ビデオ日記2！          | 金子勉 | 井上茜        | 鈴木典光   | 10 - 18巻ビデオ・LD・DVD全巻購入特典 |

### カードキャプターさくら クリアカード編
2018年1月7日から6月10日までNHK BSプレミアムで放送。4月4日からはNHK Eテレでも放送されている。全22話。4月1日には第1話から第12話までを振り返る総集編が放送された。
監督は浅香守生が、アニメーション制作はマッドハウスが引き続き担当し、主要登場人物およびさくらのクラスメイトの声優もこれまでのアニメシリーズに声をあてた声優陣がそのまま再起用されている。キャラクターデザインは旧アニメにも参加した濱田邦彦が担当する。
原作CLAMPメンバー・大川七瀬が本作では全話の脚本を担当、同メンバー・もこな（旧名もこなあぱぱ）もデザインで携わる。
プロローグとしてクリアカード編3巻の特装版に完結した原作最終回をアニメ化する『クリアカード編 さくらとふたつのくま』がDVD収録された。2017年7月にはアメリカ・ロサンゼルスで行われたアニメ・エキスポでワールドプレミアとして上映された。
基本的に原作と同様に構成されているが、前作と同じNHKで放送されることや、何度も再放送されたことで幅広い世代が前作を知っているため、そのファンたちも見て楽しめるようにとTVアニメの続編として制作された。そのためアニメオリジナルの設定・登場人物が引き継がれている。また、アニメオリジナルのエピソードも制作されている。
過去シリーズとは異なり、本シリーズはハイビジョン制作かつデジタル制作となっている。

#### スタッフ（クリアカード編）
- 原作 - CLAMP（講談社・なかよし連載）
- 監督 - 浅香守生
- シリーズ構成・脚本 - 大川七瀬
- コスチュームデザイン・カードデザイン - もこな
- キャラクターデザイン - 濱田邦彦
- プロップデザイン - 大舘康二
- 色彩設計 - 橋本賢
- 美術監督 - 清水友幸
- 3DCG監督 - 長浜裕樹
- 撮影監督 - 伏原あかね
- 編集 - 木村佳史子
- ビデオ編集 - キュー・テック
- 現像 - 東京現像所
- 音響効果 - 倉橋静男 （サウンドボックス）
- 音楽 - 根岸貴幸
- 音楽制作-フライングドッグ
- 音響監督 - 三間雅文
- 音響制作-テクノサウンド
- プロデューサー - 川添千世（OAD）
- 制作統括 - 土橋圭介、宮本未来、松下卓也（TV）
- アニメーションプロデューサー - 橋本健太郎
- アニメーション制作 - マッドハウス
- 製作・著作 - NHK（TV）、NHKエンタープライズ（TV）、講談社

#### 主題歌（クリアカード編）
OAD
「約束の空」
作詞 - マイクスギヤマ / 作曲・編曲 - 根岸貴幸 / 歌 - 大道寺知世（岩男潤子）&友枝小学校コーラス部
テレビアニメ
オープニングテーマ
「CLEAR」（第1話 - 第12話）
作詞・歌 - 坂本真綾 / 作曲 - 水野良樹 / 編曲 - 河野伸
第21話の挿入歌として使用。
「ロケットビート」（第13話 - 第22話）
作詞 - 岩里祐穂 / 作曲・編曲 - 北川勝利 / ストリングスアレンジ - 宮川弾 / 歌 - 安野希世乃
エンディングテーマ
「Jewelry」（第1話 - 第12話）
作詞・作曲・歌 - 早見沙織 / 編曲 - 倉内達矢
「リワインド」（第13話 - 第22話）
作詞・作曲・編曲 - 白戸佑輔 / 歌 - 鈴木みのり
挿入歌
「空は見ているよ」（第5話）
作詞 - マイクスギヤマ / 作曲・編曲 - 根岸貴幸 / 歌 - 大道寺知世（岩男潤子）
「朧月夜」（第6話）
作詞 - 高野辰之 / 作曲 - 岡野貞一 / 編曲 - 根岸貴幸 / 歌 - 大道寺知世（岩男潤子）、詩之本秋穂（鈴木みのり）
「ここに来て」（第15話）
作詞 - 尾上文 / 作曲・編曲 - 岸村正実 / 歌 - 大道寺知世（岩男潤子）
「ここに来て」の初出は劇場版カードキャプターさくら 封印されたカードのイメージソング

#### 各話リスト（クリアカード編）
原作項目の数字は巻数を、()内は話数を表し、記載のない欄はアニメオリジナル作品またはコミック未収録に該当する。基本的に原作内容に準拠し得るが、斜字体については、ストーリーの基軸は異なるが部分的描写の一致するものを示している。なお、サブタイトルのフォーマットはいずれも「さくらと○○…」あるいは「さくらの○○…」である。
| 話数   | 放送日        | サブタイトル               | 絵コンテ   | 演出       | 作画監督             | 総作画監督 |
| ------ | ------------- | -------------------------- | ---------- | ---------- | -------------------- | ---------- |
| OAD    | -             | さくらとふたつのくま       | 浅香守生   | 市村徹夫   | 濱田邦彦             | -          |
| 第1話  | 2018年 1月7日 | さくらと透明なカード       | 浅香守生   | 若林邦甫   | 濱田邦彦             | -          |
| 第2話  | 1月14日       | さくらと出口のない部屋     | 市村徹夫   | 市村徹夫   | 河田泉、岡郁美       | 大舘康二   |
| 第3話  | 1月21日       | さくらの大雨注意報         | 國行由里江 | 熨斗谷充孝 | 徳川恵梨、中原清隆   | 濱田邦彦   |
| 第4話  | 1月28日       | さくらと素敵な転校生       | 宍戸淳     | 筑紫大介   | 小畑賢、小林優子     | 大舘康二   |
| 第5話  | 2月4日        | さくらとお花見ひっぱりだこ | 細川ヒデキ | 細川ヒデキ | 田中志保             | 濱田邦彦   |
| 第6話  | 2月11日       | さくらとうさぎと月の唄     | 大原実     | 西畑佑紀   | 吉川佳織、赤尾良太郎 | 濱田邦彦   |
| 第7話  | 2月18日       | さくらとお庭でおにごっこ   | 夏目真悟   | 若林邦甫   | 宗崎暢芳             | 大舘康二   |
| 第8話  | 2月25日       | さくらと時計とかくれんぼ   | 小島正士   | 飯村正之   | 山本径子、那須野文   | 大舘康二   |
| 第9話  | 3月4日        | さくらのドキドキ水族館     | 市村徹夫   | 市村徹夫   | 西川千尋、河田泉     | 濱田邦彦   |
| 第10話 | 3月11日       | さくらとねむりのラビリンス | 國行由里江 | 神原敏昭   | 小畑賢、桜井このみ   | 濱田邦彦   |
| 第11話 | 3月18日       | さくらとさかさまペンギン   | 夏目真悟   | 菊池聡延   | 藤田まり子           | 濱田邦彦   |
| 第12話 | 3月25日       | さくらと氷の球技大会       | 細川ヒデキ | 細川ヒデキ | 田中志穂、香月邦夫   | 濱田邦彦   |
| 第13話 | 4月8日        | さくらとただいま苺鈴       | 坂田純一   | 友田政晴   | 吉田雄一、沼田広     | 濱田邦彦   |
| 第14話 | 4月15日       | さくらと神社と動物園       | 小島正士   | 高島大輔   | 野田康行             | 濱田邦彦   |
| 第15話 | 4月22日       | さくらのおもいで鑑賞会     | 國行由里江 | 若林邦甫   | 宗崎暢芳、吉川真一   | 濱田邦彦   |
| 第16話 | 4月29日       | さくらと苺鈴のおともだち   | 大原実     | 飯村正之   | 山本径子、那須野文   | 濱田邦彦   |
| 第17話 | 5月6日        | さくらとおかしなお菓子     | 坂田純一   | 西畑佑紀   | 吉川佳織、堀内博之   | 濱田邦彦   |
| 第18話 | 5月13日       | さくらと炎と水の鳥         | 佐山聖子   | 市村徹夫   | 河田泉、西川千尋     | 濱田邦彦   |
| 第19話 | 5月20日       | さくらと秋穂の子守唄       | 國行由里江 | 加藤顕     | 柴田志朗、木下由美子 | 濱田邦彦   |
| 第20話 | 5月27日       | さくらと虹とおじいさん     | 坂田純一   | 菱川直樹   | 小島絵美、斎藤大輔   | 濱田邦彦   |
| 第21話 | 6月3日        | さくらと鏡と思い出の鍵     | 佐山聖子   | 細川ヒデキ | 田中志穂、宗崎暢芳   | 濱田邦彦   |
| 第22話 | 6月10日       | さくらの透明なカード       | 坂田純一   | 若林邦甫   | 香月邦夫、吉川真一   | 濱田邦彦   |

#### 放送局（クリアカード編）
| 放送期間               | 放送時間           | 放送局           | 対象地域 | 備考             |
| ---------------------- | ------------------ | ---------------- | -------- | ---------------- |
| 2018年1月7日 - 6月10日 | 日曜 7:30 - 7:55   | NHK BSプレミアム | 日本全域 | リピート放送あり |
| 2018年4月4日 - 8月29日 | 水曜 19:25 - 19:50 | NHK Eテレ        | 日本全域 |                  |
| 全局字幕放送対応。     |                    |                  |          |                  |

| 配信期間        | 配信時間           | 配信サイト |
| --------------- | ------------------ | --- |
| 2018年1月10日 - | 水曜 18:00 更新    | Rakuten TV ニコニコ動画 |
|                 | 水曜 18:00 - 18:30 | AbemaTV 新作TVアニメチャンネル |
|                 | 水曜 21:00 - 21:30 | ニコニコ生放送 |
| 不明            | 不明               | NHKオンデマンド dTV dアニメストア ビデオマーケット TSUTAYA TV HAPPY!動画 ムービーフルplus U-NEXT アニメ放題 バンダイチャンネル hulu あにてれ GYAO! ビデオパス J:COMオンデマンド ひかりTV |

#### BD / DVD
| 巻 | 発売日         | 収録話          | 規格品番   | 規格品番   |
| 巻 | 発売日         | 収録話          | BD初回版   | DVD初回版  |
| -- | -------------- | --------------- | ---------- | ---------- |
| 1  | 2018年5月9日   | 第1話 - 第3話   | 1000710810 | 1000710818 |
| 2  | 2018年5月30日  | 第4話 - 第6話   | 1000710811 | 1000710819 |
| 3  | 2018年6月27日  | 第7話 - 第9話   | 1000710812 | 1000710820 |
| 4  | 2018年7月25日  | 第10話 - 第12話 | 1000710813 | 1000710821 |
| 5  | 2018年8月29日  | 第13話 - 第15話 | 1000710814 | 1000710822 |
| 6  | 2018年9月26日  | 第16話 - 第18話 | 1000710815 | 1000710823 |
| 7  | 2018年10月31日 | 第19話 - 第21話 | 1000710816 | 1000710824 |
| 8  | 2018年11月28日 | 第22話          | 1000710817 | 1000710825 |

## アニメ映画

### 劇場版カードキャプターさくら
観客動員数は50万人以上を記録。第4回アニメーション神戸作品賞劇場部門受賞。同時上映作品は『CLOVER』（クローバー）。
1999年8月公開。第1期と第2期の間のストーリーで、さくらたちは小学4年生の冬休み。
また、2017年1月21日よりリバイバル上映が行われている。配給会社は松竹からワーナー・ブラザース映画に変更されており、併映作品もなく単独上映である。リバイバルの興行収入は3800万円。
劇場公開25周年となる2024年8月9日から短編作品『CLOVER』と併せて再上映が行われた。2025年5月30日からも再上映が行われている。
- 原作：CLAMP
- 監督：浅香守生
- キャラクターデザイン：高橋久美子
- 脚本：大川七瀬
- ゲストキャラクターデザイン／コスチュームデザイン：CLAMP
- 作画監督：桜井邦彦、高橋久美子、うえだひとし
- 美術監督：針生勝文
- 色彩設計：勝沼まどか
- 撮影監督：白井久男
- 音楽：根岸貴幸
- 音響監督：三間雅文
- プロデューサー：池口和彦、小野達矢
- 配給：松竹（初上映時） / ワーナー・ブラザース映画（リバイバル上映時）
- アニメーション制作：マッドハウス
- 製作：バンダイビジュアル、シェルティ、マッドハウス
- 主題歌：遠いこの街で
  - 作詞・作曲・歌：皆谷尚美、編曲：鳥山雄司
- VHS・LD・DVD・BD（バンダイビジュアル）

※ DVDは、劇場版3作を全てHDリマスターバージョンとして収録したものも、2007年に発売されている。

#### あらすじ
さくら達は冬休み。何も予定が無いさくらと知世だったが、雑貨屋ツイン・ベルで行われたくじ引きでさくらは特等の香港旅行を当てる。都合の悪い父の藤隆の代わりに雪兎を誘い、桃矢、知世と共にさくらは香港へ旅立つ。
香港が故郷である小狼と苺鈴に再会したさくらは喜ぶが、謎の魔道士の夢を見るようになる。小狼の母はクロウ・カードを所持していることを指摘し、さくらに危険が迫っていることを伝える。
さくらは妙な気配を感じ、店にあった一冊の本を開くと本からあふれ出た水に飲まれ、夢の魔道士と出会う。兄、友人を捕らえられたさくらは、香港を舞台に魔道士と戦いを繰り広げる。そこにはクロウ・リードとの悲しい過去があった。
映画の初めに封印したクロウカードは、アロー。

### 劇場版カードキャプターさくら 封印されたカード
第5回アニメーション神戸作品賞劇場部門受賞。
2000年7月公開。劇場版第2作。アニメの最終回からその後のストーリーで、さくらたちは小学6年生の夏休み。
興行収入は5億2200万円。
2017年12月29日にリバイバル上映が行われている。こちらも前作同様、配給が松竹からワーナー・ブラザース映画に変更されており、併映作品もなく単独上映である。興行収入は3700万円。
劇場公開25周年となる2025年7月11日から短編作品『劇場版 ケロちゃんにおまかせ！』と併せて再上映が行われた。
- 原作：CLAMP
- 監督：浅香守生
- 脚本：大川七瀬
- ゲストキャラクターデザイン原案 / コスチュームデザイン：CLAMP（もこなあぱぱ）
- 総作画監督：阿部恒
- 作画監督：桜井邦彦、北尾勝、田崎聡、君塚勝教、春日井浩之、濱田邦彦、藤田まり子、堀内博之
- 絵コンテ：浅香守生、川尻善昭、兼森義則、阿部恒、坂田純一、水野和則、高柳滋仁
- 美術監督：池田祐二
- 色彩設定：勝沼まどか
- 撮影監督：白井久男
- 編集：尾形治敏
- 音響監督：三間雅文
- 音楽：根岸貴幸
- プロデューサー：吉田剛、鶴成孝一、小森伸二、小野達矢、池口和彦
- 配給 - 松竹（初上映時） / ワーナー・ブラザース映画（リバイバル上映時）
- アニメーション制作：マッドハウス
- 製作：講談社、松竹、バンダイビジュアル、シェルティ、マッドハウス
- 主題歌：明日へのメロディー
  - 作詞・歌：CHAKA、作曲・編曲：鷺巣詩郎
- VHS・LD・DVD・BD（バンダイビジュアル、レンタル版VHSは松竹ホームビデオ）

#### あらすじ
小学6年生になったさくらたち。さくらはまだ小狼への返事ができずにいた。夏休みに開催される友枝町の祭り「なでしこ祭」でさくらのクラスは劇を行うことになっており、その劇の練習をしていた中、エリオルの家の跡地に建てられた友枝遊園地で、ばったり小狼と苺鈴に遭遇する。実はこの再会は知世と苺鈴がメールのやり取りによって計画したものであった。苺鈴はさくらに告白する機会を仕向けるが、なかなか返事することができない。
その頃、町中ではあるものが次々に消えていくという奇妙な現象が起こっていた。その現象はさくらたちの下にも及び、さくらの持つさくらカードが次々に消え始める。それは、名前のないクロウカード＝無のカードの仕業だった。異変を止めようとするさくらだったが、相談したエリオルから無のカードを封印するにはその時に1番魔力が大きい者の「大切な人への想い」を代価にしなければならないと聞かされる。動揺するさくらは小狼に相談するが、それしか方法がないのなら仕方ないと言われ思い悩む。しかし無のカードは刻々と威力を発揮し始めていた。
そしてなでしこ祭の当日。劇が本番を迎えた最中、無のカードが本格的に襲撃を開始し、友枝町の人々や空間を次々と消し去る。さらに残ったカードや知世、苺鈴、ケルベロス、ユエも次々と奪っていく。クロウが作ったカードが効かないことに気付いた小狼は1人で無のカードに立ち向かう。その読みは当たったものの無のカードの反撃によりさくらの前から姿を消してしまう。1人になったさくらは手持ちのカード全てを使い、一方でカードを奪われながらも無のカードに立ち向かう。実は無のカードの一連の騒動は今まで一人ぼっちにされていた寂しさからきたものであった。しかし、さくらに諭され自ら封印されることを決める。遂に封印をすることになった時、さくらは小狼への気持ちを伝えることができなかったことに決意を固めるがその「大切な人への想い」の
対価の対象は後を追ってきた小狼へ向けられた。1日に何枚もカードを使用したさくらは魔力が弱まっていたためであった。しかしこの事実は小狼が初めから覚悟していたもので、さくらの1番大切な想いは消させないという強い信念があったように窺える。とうとう封印の代償が失われる時、さくらの持っていた名前の無いカードが発動。ここで名前の無いカードと無のカードが一体となり「ホープ（希望）」のカードとなる。気持ちを失ったとされる小狼にさくらはやっと自分の気持ちを伝える。しかしホープのカードにより小狼は大切な想いを犠牲にすることなく、さくらの気持ちに応えて晴れて想いが通じあうことができ、両想いとなった。

### 劇場版 ケロちゃんにおまかせ！
劇場版『カードキャプターさくら 封印されたカード』の同時上映。ケルベロス（ケロちゃん）とスピネル（スッピー）を主役とした上映時間約10分の短編ギャグストーリー。なお、作中においてケロちゃんとスッピー以外に顔が映る人物は山崎のみである（他は遠景や後ろ姿、および手足のみ）。
エリオルと一緒にさくらの家に来たスッピー。ケロとの雑談中に、さくらがたこ焼きを2人のおやつとして持ってくる。最初は戸惑いもあったスッピーだが、その美味しさに大喜び。しかし最後の1個を巡り、ケロと対立する。
- 監督：小島正幸
- 構成：浅香守生
- 脚本：大川七瀬
- 作画監督：鈴木典光、長谷部敦志
- 美術監督：高木佐和子
- 色彩設定：勝沼まどか
- 撮影監督：白井久男
- 音響監督：三間雅文
- 音楽：根岸貴幸
- 編集：伊藤勇喜子
- プロデューサー：吉田剛、鶴成孝一、小森伸二、小野達矢、池口和彦
- アニメーション制作：マッドハウス
- 製作：講談社、松竹、バンダイビジュアル、シェルティ、マッドハウス
- 主題歌：「おかしのうた」
  - 作詞：久川綾、作曲／編曲：根岸貴幸、歌：ケロ & スッピー（久川綾&冬馬由美）

## WEBラジオ
- 「TVアニメ カードキャプターさくら クリアカード編 ハピネスメモリーズ 〜ハピメモラジオ〜」[113]
  - スマートフォン用ゲーム『カードキャプターさくら ハピネスメモリーズ』や様々な情報を紹介する番組。響ラジオステーションで、2019年2月26日から2020年5月19日まで、ほぼ隔週火曜日に配信されていた。パーソナリティーは丹下桜である。ラジオのコーナーを以下に挙げる。
    - コーナー紹介
    - ハピネスカード、セキュア!!
    - これって、ほえーん？はにゃーん？
    - 集え！ハピネス！Aパターン！
    - 集え！ハピネス！Bパターン！
    - 普通のお便り

## 音楽CD

### 主題歌シングル
- Catch You Catch Me （1998年4月22日発売） VIDL-30200
- Groovy! （1998年9月23日発売） VIDL-30249
- 扉をあけて （1999年4月21日発売） VIDL-30422
- Honey （1999年5月21日発売） VIDL-30423
- プラチナ （1999年5月21日発売） VIDL-30450
- 遠いこの街で （1999年8月11日発売） VIDL-30441
- FRUITS CANDY （1999年11月20日発売） VIDL-30454
- 明日へのメロディー （2000年7月12日発売） VIDL-30498
- おかしのうた （2000年7月12日発売） VICL-35153

### キャラクターシングル
- カードキャプターさくら Character Single - SAKURA （1998年6月3日発売） VIDL-30224
- カードキャプターさくら Character Single - TOUYA （1998年6月3日発売） VIDL-30225
- カードキャプターさくら Character Single - KERO （1998年6月3日発売） VIDL-30226
- カードキャプターさくら Character Single - TOMOYO （1998年6月24日発売） VIDL-30227
- カードキャプターさくら Character Single - YUKITO （1998年6月24日発売） VIDL-30228
- カードキャプターさくら Character Single - SYAORAN （1998年6月24日発売） VIDL-30229

### サウンドトラック
- カードキャプターさくら オリジナル・サウンドトラック （1998年7月23日発売） VICL-60262
- カードキャプターさくら オリジナル・サウンドトラック2 （1998年12月19日発売） VICL-60342
- カードキャプターさくら オリジナル・サウンドトラック3 （1999年6月23日発売） VICL-60385
- カードキャプターさくら オリジナル・サウンドトラック4 （2000年3月23日発売） VICL-60544
- 劇場版カードキャプターさくら オリジナル・サウンドトラック （1999年8月25日発売） VICL-60446
  - 香港へ行く内容のため、日本発売版でありながらCDのタイトル・曲目が中国語表記になっている。
- 劇場版カードキャプターさくら 封印されたカード〜オリジナル・サウンドトラック （2000年8月2日発売） VICL-60591

### ボーカルアルバム
- カードキャプターさくら キャラクターソングブック （1999年1月21日発売） VICL-60318
- カードキャプターさくら 友枝小学校コーラス部 クリスマス・コンサート （1999年12月1日発売） VICL-60494
- カードキャプターさくら コンプリート・ボーカル・コレクション （2001年2月21日発売） VICL-60681/4
- カードキャプターさくら 主題歌コレクション （2001年12月19日発売） VICL-60820

### ドラマアルバム
- カードキャプターさくら オリジナル・ドラマアルバム1 〜さくらとお母さんのオルガン〜 （1998年7月23日発売） VICL-60262
- カードキャプターさくら オリジナル・ドラマアルバム2 〜スィートバレンタインストーリーズ〜 （1999年2月10日発売） VICL-60344

### 他のCD
- 講談社CDコミック カードキャプターさくら
  - アニメ版制作が決まっていながら放映未定となっていた時期に制作されており、アニメ版のプレビュー的要素が大きい。大川七瀬脚本・根岸貴幸音楽で担当声優もアニメ版と同じ。後にアニメ版23話としてリメイクされている。
- カードキャプターさくら さくらのおしゃべりトークCD
  - CLAMPが特に描き下ろしさくらのおしゃべりトーク8cmシングルCD。

- カードキャプターさくら クロウカードCDセットVOL.1 （1998年6月3日発売） VIZL-31
- カードキャプターさくら クロウカードCDセットVOL.2 （1998年6月24日発売） VIZL-32
- やさしさの種子（2013年7月7日発売）
  - 岩男潤子によるキャラクターソング・ミニアルバム。

## コンピュータゲーム

### 携帯型ゲーム
- 『カードキャプターさくら 〜いつもさくらちゃんといっしょ〜』（ゲームボーイ・ゲームボーイカラー両対応、エム・ティー・オー）(1999年5月15日発売)
  - ポケットプリンタ対応。アニメ第1話から25話までをケルベロスの視点で扱った、マップ選択式のアドベンチャーゲーム。時計を内蔵しており、時間帯（および平日か週末か）が物語と適合したときにイベントが発生することが特徴。そのため話の順序もアニメ通りとは限らず、多少前後する場合がある。アニメ第25話相当のラストで観月が姿を見せた時点でエンディングとなり「パート1 おわり」とされているが、続編は発売されていない。
  - 本編とは全く関係の無い「おまけ」として、最初から『はさんでクルッ』（オセロ）・『ならべてポン』（テトリス）・『ホットケーキほっと』（サイモン）という3種のミニゲームと、内蔵時計を利用した運勢占い（愛情・お金・健康）が用意されている。また「プリントあそび」として、登場人物や任意の文字がポケットプリンタに出力可能。
- 『カードキャプターさくら 〜さくらとふしぎなクロウカード〜』（ワンダースワン、バンダイ）(1999年12月2日発売)
  - クロウカード編とオリジナルのストーリーで構成されているアドベンチャーゲーム。カードとの戦いなどでクロウカードを47枚すべて集め、最後にユエに一度でも勝利するとエンディングが見られる。なお、エンディングは条件によって数種類存在する。
- 『カードキャプターさくら 〜友枝小学校大運動会〜』（ゲームボーイカラー専用、エム・ティー・オー）(2000年10月6日発売)
- 『カードキャプターさくら さくらカード de ミニゲーム』（ゲームボーイアドバンス、TDKコア）(2003年12月12日発売)
  - さくらカード編24話にそったミニゲーム集だが、BGMは「プラチナ」を除き独自のものが使用されている。
  - 一部の店舗において、予約特典としてさくらの市販ガシャポンフィギュアのクリアタイプが付属していた。そのフィギュアは予約店舗により異なり、数種類が存在する。
- 『カードキャプターさくら＜さくらカード編＞ 〜さくらとカードとおともだち〜』（ゲームボーイアドバンス、エム・ティー・オー）(2004年4月23日発売)
  - さくらカード編をゲーム化したもの、原作とアニメ版それぞれの設定を織り交ぜたような構成。プレイヤーの選択によって結末が変化する。GBAとしては容量が多く、アニメの音声から拾ったセリフ[注 6] やいくつかのショートムービーも収録されている。オープニングムービーはアニメ第3期のプラチナの映像が再現されている。

### テレビゲーム
- 『アニメチックストーリーゲーム (1) カードキャプターさくら』（PlayStation、アリカ）(1999年8月5日発売)
  - 第一期前半に相当するストーリーをゲーム化した、クオータービューのアドベンチャー。ディスク2枚組。アニメとは若干進行が異なるが、アニメと同じ声優による全編フルボイスとなっている。オリジナルを忠実に再現したグラフィックや音楽があり、そしてアニメ本編の映像の一部が流れる。なお、タイトルに「 (1) 」とあるが、(2) は発売されていない。各話のイベントではミニゲームも使われており、該当話のクリア後はミニゲーム単独でも遊べるようになる。PocketStationにも対応し、作中のボイスデータを保存・交換できる。
- 『カードキャプターさくら クロウカードマジック』（PlayStation、アリカ）(2000年1月27日発売)
  - 本編はクロウカードを利用したアクションパズルだが、フルボイスによるクロウカードの解説やクロウカード占いなどもある。
- 『テトリス with カードキャプターさくら エターナルハート』（PlayStation、アリカ）(2000年8月10日発売)
  - さくらカード編に相当する。題名の通りテトリスによってゲームが進行する。成績によってグラフィックギャラリーを充実させられる。
- 『カードキャプターさくら 知世のビデオ大作戦』（ドリームキャスト、セガ・ロッソ／セガ）(2000年12月28日発売)
- 『カードキャプターさくら さくらちゃんとあそぼ！』（PlayStation 2（EyeToy専用）、NHKソフトウェア）(2004年12月2日発売)

### モバイルゲーム
ミニゲーム
- 『カードキャプターさくら』（アプリ（携帯電話専用、開発不明）（配信開始日不明）[114]
- 『カードキャプターさくら ソリティア』（アプリ（携帯電話専用）、スペースアウト）（2003年6月16日配信[115]）
- 『カードキャプターさくら パズルお菓子編』（アプリ（携帯電話専用）、ナツメ）（2003年7月16日配信[116]）
- 『カードキャプターさくら パズルクロウカード編』（アプリ（携帯電話専用）、ナツメ）（2003年7月16日配信[116]）

ソーシャルゲーム
- 『カードキャプターさくら〜さくらと不思議なカード〜』（Mobage（携帯電話専用）、アリカ）（2012年12月3日配信[117]）
- 『カードキャプターさくら ハピネスメモリーズ』（ハピメモ）（スマートフォン専用、ブシモ －BUSHIMO－、ブシロード、モンスター・ラボ）（2019年10月1日配信[118][119]）
- 『カードキャプターさくら リペイントレコード』（リペレコ）（スマートフォン専用、JVCケンウッド・ビクターエンタテインメント）（2020年10月15日配信）[120]
- 『Cardcaptor Sakura:Memory Key』(スマートフォン専用、HeartsNet)(2024年9月12日配信)[121]

## 関連商品
- 『カードキャプターさくら さくらのクロウカードコレクション』（モバイルノートクラブ、バンダイ）(2000年頃発売)
- 『カードキャプターさくら CLAMP描きおろしクロウカードセット』（講談社 1999年8月25日初版第1刷 ISBN 4-06-336308-2）
  - クロウカード52枚を再現したカードセット。「クロウカードの本」を模した化粧箱入り。
- 『カードキャプターさくら クロウカードフォーチュンブック』（講談社 2000年3月24日初版第1刷 ISBN 4-06-334298-0）
  - 上記クロウカードセットを用いた占い（トランプで代用可）の本。カードのイラストと名称、占いにおける意味を解説。
- 『楽しいバイエル併用 カードキャプターさくら ピアノソロアルバム』（楽譜 1999年12月24日発売）
- 『カードキャプターさくら ピアノソロアルバム』（楽しいバイエル併用）齋藤 實 清野 由紀子（楽譜 1998年12月10日発売）
- 『カードキャプターさくら オリジナルサウンドトラック集』（楽譜 2000年1月21日発売）
- 『やさしいピアノピース劇場版 カードキャプターさくら』（楽譜 1999年11月29日発売）
  - いずれの楽譜も現在廃盤。
- 『ゲームボーイカラー カードキャプターさくら限定カラーバージョン（ホワイト&ピンク）』（2000年3月24日発売）
  - 本体表面にさくらのイラストとロゴが記載された限定モデル。イトーヨーカドーとメッセサンオーでのみ限定販売された。

## 体感型ゲーム
- 『カードキャプターさくら×リアル謎解きゲーム 初級編 さくらの誕生日大作戦』（全国7エリア21店舗会場、NAZO×NAZO劇団）（2018年3月21日 - 5月31日開催[122]）
- 『カードキャプターさくら×リアル謎解きゲーム 上級編 不思議な絵本の謎』（全国7エリア21店舗会場、NAZO×NAZO劇団）（2018年3月21日 - 5月31日開催[122]）
- 『カードキャプターさくら展 キッズ謎解き音声ガイド 閉ざされたプレゼントの謎』（森アーツセンターギャラリー会場、カードキャプターさくら展製作委員会、NAZO×NAZO劇団）（2018年10月26日 - 2019年1月3日開催[123]）
- 『リアル脱出ゲーム×カードキャプターさくら 時の迷宮からの脱出』（東京・大阪・名古屋・札幌・福岡エリア5店舗会場、SCRAP）（東京：2020年7月2日 - 8月30日、大阪：同年7月17日 - 8月23日、名古屋：同年7月10日 - 8月30日、札幌：同年7月10日 - 8月2日、福岡：同年7月31日 - 9月27日[124]）

## 関連作品

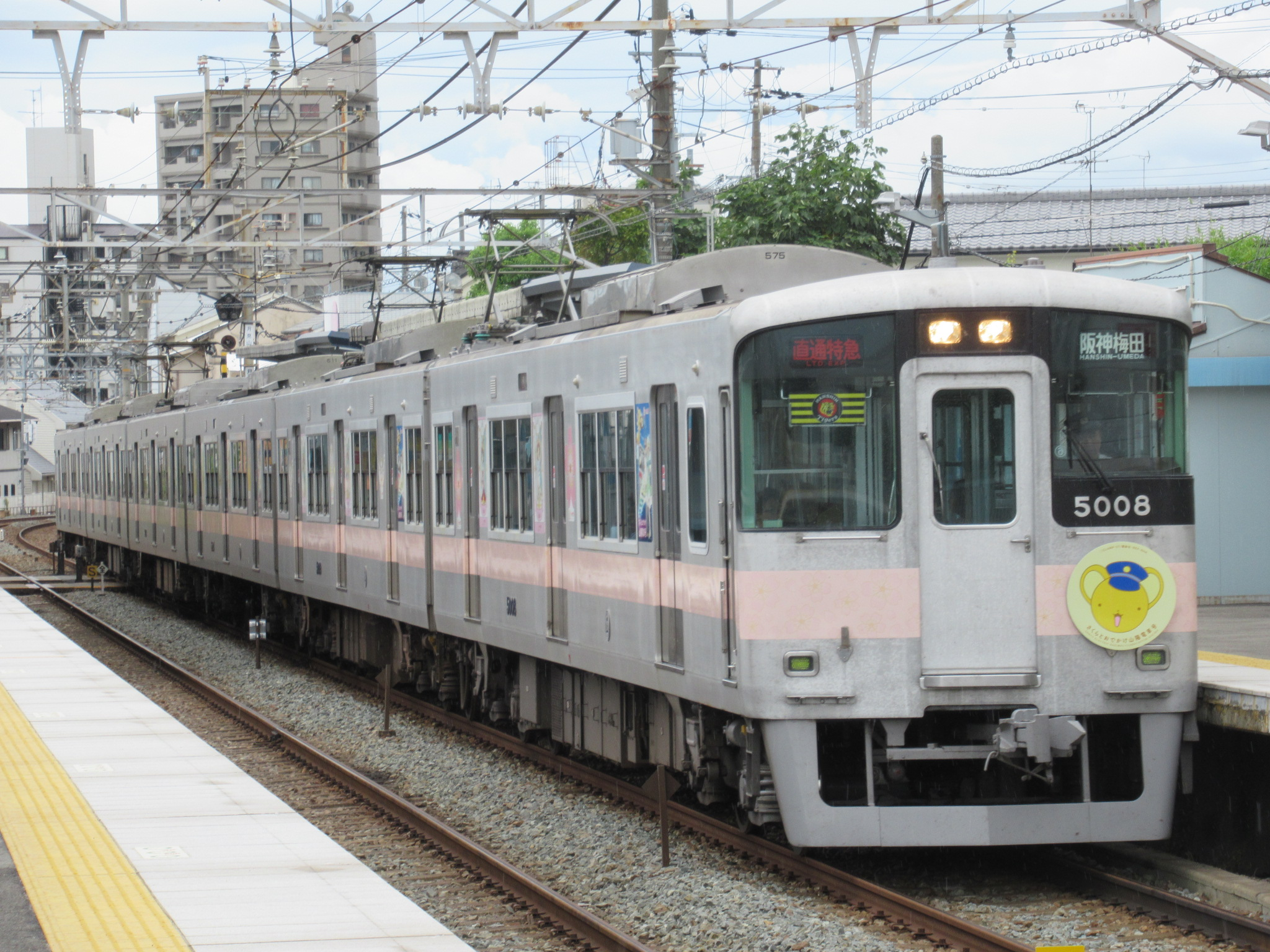
山陽電車5000系　さくらとおでかけ山陽電車
阪神タイガース副標入り

- ツバサ-RESERVoir CHRoNiCLE-
  - スター・システムを用いた作品。本作のさくら、小狼、知世、桃矢、雪兎、藤隆、撫子などに相応するキャラクターが登場している。アニメ版での声優は全て変更されており、ケルベロス（仮の姿でのみアニメ版 第二期第18話に登場）のみは本作と同じく久川綾が担当している。単行本第27巻には本作の木之本桜（中学生）が登場する。なお、シルエットのみでケルベロス（真の姿）と月らしき人物も登場しており、本作で描かれた「クロウとケルベロス・月の別れ」のシーンに酷似している。単行本第21 - 23巻の初回限定版としてセット販売されたオリジナルDVDアニメ『ツバサ TOKYO REVELATIONS』第3話には、木之本桜（小学生）らしき人物が登場している。なお、『ツバサ TOKYO REVELATIONS』は、DVD単体での販売・レンタルは行われていない。
- こばと。
  - 単行本第3巻およびアニメ版 第22話にゲストキャラクターとして、木之本桃矢が登場している。本作と同一人物であり、アニメ版での声優は本作と同じく関智一が担当している。また、単行本第4巻には、イメージ画でクロウが登場している。
- ソエルとラーグ モコナ=モドキの冒険
  - 本作と同一人物のクロウ、ケルベロス、月が登場している。1話だけ、本作に繋がる会話がされている。
- Cardcaptors
  - 「カードキャプターさくら」の北米放送版についての項目。
- ギャラクシーエンジェル
  - アニメ版はプロデューサー・アニメーション制作会社が同じで、「カードキャプターさくらのスタッフが贈る」などと銘打たれたこともあった。
- カードキャプターさくら 原画展
  - なかよし創刊60周年・CLAMPデビュー20周年を記念して、2014年12月27日 - 2015年1月4日に東京、2月26日 - 3月3日に名古屋、3月21日 - 3月29日に大阪で開催された。
- グランブルーファンタジー
  - 2017年10月にコラボレーションイベントを開催。さくらがプレイアブルキャラクターとして登場する。
- 山陽電気鉄道5000系電車
  - 2018年から山陽電鉄とコラボして、｢さくらとお出かけ山陽沿線｣と題したラッピングを施している[125][126]。（「カードキャプターさくら x 山陽電車 コラボ企画 さくらとおでかけ」公式サイト）
- 京都タワー、ひらかたパーク[127]
  - 2019年6月8日-同年9月15日にひらかたパークにて展覧会「カードキャプターさくら展 －魔法にかけられた美術館－」を開催予定。
  - それに先駆けて、2019年4月1日には木之本桜の誕生日に合わせて、京都タワーで「カードキャプターさくら展 開催記念 さくらちゃんのバースデーライトアップ」を実施。同時にケルベロス（ケロちゃん）のグリーティングで記念撮影も実施。
- TOMOYO Linux
  - Linuxカーネル2.6.30以降、標準搭載されているLinux用セキュアモジュール。モジュールの名称は登場人物の大道寺知世にちなんでおり、「みんなが『カードキャプターさくら』の世界を知って、幸せになってほしい」という願いを込めて名付けられた[128]。